# Língua rukiga
A língua rukiga (também chamada lukiga ou chiga) é uma língua africana intimamente relacionada ao runyankole falado pelos povos banyankore, banyakole ou ankole, como são conhecidos.
É uma língua bantu dos Grandes Lagos Africanos falada por cerca de 2,3 milhões de pessoas na região oeste de Uganda, particularmente nos distritos de Kabale, Kanungu, Kibaale, Kisoro, Ntungamo e Rukungiri. Está intimamente relacionado à língua nkore (Nyankore), que também é falado por muitos falantes de Kiga. Alguns lingüistas classificam Kiga e Nkore como dialetos de um único idioma chamado chamam de Nkore-Kiga.

## Nomes
Kiga também é conhecido como Bachiga, Bahororo, Bakiga, Chiga, Ciga, Nkore, Nkore-Kiga, Oluchiga, Orukiga, Rukiga ou Ruchiga. 

## Dialetos
Os dialetos incluem: RuNyaifwe-Hororo, RuSigi, RuNyangyezi e RuHimba.
Kiga é ensinado nas escolas e usado na literatura e jornais e no rádio. Uma versão padronizada de dilaects ocidentais, conhecida como Runyakitara, é ensinada em universidades e usada online
É semelhante à língua ancolé, tendo 84-94% de semelhança lexical com a mesma, e sendo consequentemente pensada por alguns autores como o mesmo idioma, ancoré-kiga.
Rukiga, a língua nativa do povo bakiga, desenvolveu-se no decorrer dos séculos como uma língua oral. Foi na segunda metade do século XIX  que o rukiga passou a ser uma língua escrita, os primeiros materiais impressos em rukiga também datam dessa época.
Usa uma forma do alfabeto latino sem as letras C (isol.), L, Q, X. Usam-se as formas Ch, Ny, Ts

## Características
Em comum com as outras línguas bantas, o lukiga/rukiga possui um sistema de classes substantivas no qual o gênero é indicado por prefixos. Pronomes, adjetivos, e verbos refletem o gênero do substantivo aos quais se referem. Alguns exemplos de classes de substantivos:
- mu - pessoa, e.g. mukiga = habitante da terra dos bakiga
- bu - terra, e.g Bukiga = terra dos bakiga
- lu/ru - língua, e.g. lukiga/rukiga = língua dos bakiga
- ba - povo, e.g. bakiga = o povo bakiga
- ki – costumes e tradições, e.g. kikiga, (às vezes pronunciado) kichiga, ou chiciga descreve a religião e os costumes comuns ao povo bakiga. Às vezes os bakiga são chamados de chiga por povos que não entendem as regras lingüísticas em relação aos prefixos.